# Pouteria viridis
Pouteria viridis (Pittier) Cronquist, 1946 è un albero della famiglia delle Sapotacee.
Questa specie fruttifera non ha ancora raggiunto una diffusione capillare in aree diverse dalla sua origine, per cui non esiste ancora un nome vernacolo con cui sia universalmente conosciuto. Tra i vari nomi locali con cui viene indicato vi sono zapote verde, zapote de montaña (Costa Rica), zapote injerto (Costa Rica, El Salvador, Honduras), injerto verde (Guatemala), zapotillo calenturiento (Honduras), red faisan, white faisan (Belize), zapote amarillo, zapote mico, zapote real (Nicaragua), ondurca, mameicito, chulul, yashtul, chul, ixulul,  raxtulul, tulul: questi ultimi sei sono gli appellativi che gli vengono attribuiti in vari dialetti aztechi e maya del Messico.

## Descrizione
La pianta allo stadio adulto raggiunge altezze tra i 12 e i 24 m, ma esistono alcuni esemplari che in condizioni molto favorevoli raggiungono persino i 40 m.
L'albero ha un aspetto abbastanza simile a quello dello zapotone, ma con foglie più piccole, che sono sempreverdi, ma possono diventare decidue agli estremi del suo areale, dove vi sia una maggiore variabilità stagionale. Come altre Sapotacee i canali del legno sono ricchi di un lattice gommoso.
Il frutto ha forma ovale ed è lungo 8–12 cm e largo 6–7 cm. La buccia è liscia e il colore varia da verde al verde-giallastro. La polpa color salmone è molto simile a quella dello zapotone ma ha una consistenza più cremosa e un sapore con sentore di budino di mandorle.

## Distribuzione e habitat
L'areale di questa specie si estende dal sud del Messico alla Costa Rica. Non è diffusa altrove nel Tropico, se non in coltivazioni sperimentali e tra i collezionisti di essenze esotiche.
L'albero necessita di climi freschi e umidi. In Honduras cresce ad altitudini tra gli 800 e i 2000 m. Pur essendo originario di latitudini tropicali non è adattato al bassopiano caldo e umido ma alle alture temperate fin dove non si tocchino mai punte di gelo. Tentativi di acclimatarlo nei climi mediterranei d'Israele e della California si sono finora rivelati difficoltosi per la scarsa conoscenza delle precise esigenze climatiche del fruttifero. Sicuramente si tratta di un'essenza che non sopporta estremi di caldo e di freddo.